# Ерши (Тюменская область)
Ерши — упразднённая деревня в Вагайском районе Тюменской области России. Входила в состав Первовагайского сельского поселения. В 2004 году исключена из учётных данных, в связи с прекращением существования.

## География
Деревня находилась в восточной части Тюменской области, в пределах подтаёжно-лесостепного района лесостепной зоны, на правом берегу реки Шайтанка (Стениха)  напротив деревни Старый Погост.

## История
До 1917 года входила в состав Куларовской волости Тобольского уезда Тобольской губернии. По данным на 1926 год состояла из 22 хозяйств. В административном отношении входила в состав Вагайского сельсовета Черноковского района Тобольского округа Уральской области.

## Население
| 1989 | 2002 |
| ---- | ---- |
| 23   | ↘0   |

По данным переписи 1926 года в деревне проживало 118 человек (57 мужчин и 61 женщина), в том числе: русские составляли 100 % населения.